# روزان
روزان (انگلیسی: Roseanne) یک سریال تلویزیونی آمریکایی است که در ابتدا توسط ABC از سال ۱۹۸۸ تا ۱۹۹۷ پخش شده‌است و برای یک فصل در سال ۲۰۱۸ دوباره پخش شد. این سریال از ۱۹۸۹ تا ۱۹۹۰ به عنوان پربیننده‌ترین نمایش تلویزیونی در ایالات متحده بود.

## چکیده داستان
این سریال زندگی خانواده کانر، در شهر خیالی لانفورد، ایلینوی را روایت می کند. روزان و دن که هر دو کارگر هستند، تلاش می کنند با درآمدهای اندک خود مخارج خانواده خود و رشد فرزندانشان دارلین، بکی و دی جی (سپس جری گارسیا از فصل ۸) را تامین کنند.
تم های پرداخت شده به یک اندازه برای زمان و مکان وقوع داستان متنوع و شگفت آوراست: خلافکاری، مواد مخدر، اعتیاد به الکل، نژادپرستی، همجنس گرایی مرد و زن، دوجنس گرایی، سردرگمی جنسی، قاعدگی، ازدواج و فرزندخواندگی همجنس گرایان، سکس و بارداری نوجوانان، پیشگیری از بارداری، سقط جنین، استمناء، بدرفتاری، چاقی، طبقات اجتماعی، فمینیسم و غیره